# درونگوویتسه
درونگوویتسه (به لهستانی:  Droniowice) یک روستا در لهستان است که در گمینا کوخانوویتسه واقع شده‌است. درونگوویتسه ۳۸۴ نفر جمعیت دارد.